# Cristian Roldan
Cristian Roldan (* 3. Juni 1995 in Artesia, Kalifornien) ist ein US-amerikanischer Fußballspieler, der meist als Mittelfeldspieler eingesetzt wird. Er steht derzeit bei den Seattle Sounders unter Vertrag.

## Karriere

### Jugend und Amateurfußball
Roldan ging nach seinem Highschool-Abschluss auf die University of Washington. Während seiner Zeit dort spielte für die Fußballmannschaft seiner Universität, den Washington Huskies. Außerdem spielte er zur selben Zeit noch in der Premier Development League für Washington Crossfire. Für Crossfire erzielte er in 13 Spielen sechs Tore.

### Vereinskarriere
Am 8. Januar 2015 wurde bekannt, dass Roldan das College vorzeitig verlässt und einen Generation-Adidas-Vertrag bei der Major League Soccer unterzeichnet hat. Am 15. Januar wurde Roldan beim MLS SuperDraft 2015 von den Seattle Sounders als 16. Pick in der ersten Runde ausgewählt. In den ersten beiden Spielen der Saison gegen New England Revolution und die San José Earthquakes wurde er jeweils für wenige Minuten eingewechselt und kam so zu seinen ersten Einsatzminuten in der MLS. Danach spielte er für das Farmteam Seattle Sounders 2 in der USL und erzielte im ersten Spiel auch sein erstes Tor in seiner Profikarriere. Aufgrund von mehreren Verletzten in der ersten Mannschaft der Seattle Sounders, wurde die Leihe vorzeitig beendet und Roldan kam in der folgenden Woche, beim torlosen Duell gegen den FC Dallas,  zu seinem Startelfdebüt in der MLS. Am 14. Juli 2016 erzielte er sein erstes Tor in der Major League Soccer. Im Spiel gegen den FC Dallas traf er zum 5:0-Endstand.

### Nationalmannschaft
Aufgrund seiner Herkunft wäre Cristian Roldan spielberechtigt für die Nationalmannschaften von El Salvador, Guatemala und den Vereinigten Staaten. Für die USA U-20 Auswahl stand er 2015 zweimal auf dem Platz. In einem Interview mit dem amerikanischen TV-Sender Univision Deportes gab er im Juli 2016 bekannt, für einen der drei Nationalmannschaften in Zukunft spielen zu wollen. Bislang hatte er aber Einladungen aus El Salvador und Guatemala abgelehnt, da er sich vornehmlich auf den Fußball bei den Sounders konzentrieren wollte.